# Каява, Вильо
Ви́льо Леннарт Ка́ява (фин. Viljo Lennart Kajava; 22 сентября 1909, Таммерфорс, Великое княжество Финляндское — 2 февраля 1998, Хельсинки, Финляндия) — финский писатель, поэт, журналист, литературный критик и переводчик.

## Биография
Родился в Тампере, окончил Хельсинкский университет. Начал свою карьеру как левый социальный писатель, но после Зимней войны творчество стало приобретать черты импрессионизма.
За свою 50-летнюю карьеру опубликовал порядка 40 книг, большая часть из них — стихи. Писал на финском и шведском языках.
Его «Стихотворения из Тампере» (фин. Tampereen runot) стали символом пацифистской точки зрения на гражданскую войну в Финляндии.
С 1933 был женат на детской писательнице Инкери Каява (фин. Inkeri Kajava), имел дочь.
Заслуги писателя были отмечены множеством наград и премий, в том числе Pro Finlandia. Каява стал первым обладателем Премии Эйно Лейно (1956).